# RTL Samstag Nacht
RTL Samstag Nacht war eine Fernseh-Comedy-Reihe, die vom 6. November 1993 bis zum 23. Mai 1998 auf RTL ausgestrahlt wurde. RTL Samstag Nacht war 20 Jahre nach Klimbim eine große Comedy-Serien-Show im deutschen Fernsehen – sie wurde lose nach dem Vorbild der bekannten amerikanischen Comedy-Show Saturday Night Live kreiert und wie diese am späten Samstagabend ausgestrahlt.

## Die Show
RTL Samstag Nacht wurde von Hugo Egon Balder und Jacky Dreksler produziert. Die Stammbesetzung bestand aus Wigald Boning, Olli Dittrich, Esther Schweins, Stefan Jürgens, Tanja Schumann und Mirco Nontschew. In den ersten Sendungen war noch Sabine Aulmann dabei, diese verließ die Crew aber nach kurzer Zeit wieder. 1995 kam Tommy Krappweis und 1997 Mark Weigel dazu.
Von Anfang an dabei war die Studio-Band RTL Samstag Nacht AllStars unter der Leitung von Martin Ernst. Als Gäste traten zahlreiche deutsche Schauspieler auf, zuweilen ausländische wie Mel Brooks und praktisch alle wichtigen deutschen Comedians der damaligen Zeit. Damit bot RTL Samstag Nacht damals neuen Comedians wie Rüdiger Hoffmann oder Ingo Appelt die Möglichkeit der Präsentation vor einem Millionenpublikum.

## Regelmäßige Sketche
Die Serie hatte ein festes Bouquet von Sketchen, von denen einige noch heute bei Fans Kultstatus genießen – darunter Far Out, Kentucky schreit ficken, Zwei Stühle – eine Meinung, Märchen-man, Sehnen einer Zehe sowie die Samstag-Nacht-News mit der Sportschau-Parodie Spocht und dem Running-Gag „Karl Ranseier ist tot“.

### Kentucky schreit ficken
Kentucky schreit ficken war eine Sketch-Reihe aus den Jahren 1996 bis 1997. Der erste Sketch lief am 5. Oktober 1996.
Der Titel bezieht sich auf die amerikanische Fastfood-Kette Kentucky Fried Chicken. Die etwa zweiminütigen Sketche spielten dementsprechend auch in einem Fastfood-Restaurant und bestanden aus Dialogen des Verkäufers mit seinen Mitarbeitern und Kunden. Darsteller waren meistens Stefan Jürgens als Verkäufer, Tanja Schumann als Angestellte und Olli Dittrich als Kunde.
Die Dialoge beziehen ihre Komik aus sogenannten Spoonerismen und enden immer mit der Floskel „Das hat er/sie aber (wieder) gefickt eingeschädelt“ (geschickt eingefädelt). Inspiriert wurde die Reihe von einer Werbekampagne von McDonald’s, in der mit Sprüchen wie „Dol hir den Polo“ und „Bauter lunte Polos“ Autos verlost wurden. Viele der in den Sketchen benutzten Verdrehungen von wirklich alltäglichen Formulierungen führen dabei zu Aussagen mit stark sexuellem Bezug, etwa „bächtig möse“ und „Darf ich Sie hier mal an die Bheke titten?“. Manche dieser Buchstabenverwechsler wurden so populär, dass sie noch Jahre nach Einstellung der RTL-Sendung Bestandteil der Alltags- und Jugendsprache waren oder sind.

### Zwei Stühle – eine Meinung
In der Interviewparodie Zwei Stühle – eine Meinung sprach Wigald Boning mit Olli Dittrich, der in vielen Verkleidungen und Masken den Gast in diesem Interview darstellte. Der Erfolg der Reihe, für die Boning und Dittrich 1995 einen Adolf-Grimme-Preis erhielten, beruhte auf der hohen Qualität der Masken und der schauspielerischen Wandlungsfähigkeit Olli Dittrichs.
Die angeblichen Gäste waren häufig Prominente oder Personen der Geschichte, wie etwa Franz Beckenbauer, Boris Becker, Giovanni Trapattoni, Georg Hackl, Michael Jackson, Rudolf Scharping oder Adolf Hitler, aber auch fiktive Gestalten, wie Meister Proper, das Kasperle und eigens für diese Reihe erfundene Figuren, die manchmal auch wiederkehrten. Dazu gehören der Hamburger Zuhälter Mike Hansen, der beschränkte Boxer Butsche Roni, der schwule Modeschöpfer Jacques Gelée (eventuell eine Parodie auf Rudolph Moshammer), der übertrieben witzige Skilehrer Gigi Hofleitner („Super, Burschi!“) und König Butterbrot I. (das Staatsoberhaupt der Garagentorinseln).
Bekannt ist der Sketch, in dem Olli Dittrich rücklings auf einem Pferd sitzend Boris Becker im Scheichgewand parodiert („So ein Pferd, das hat ja nur ein PS!“). Boris Becker war eines seiner Lieblingsopfer.
Jede Folge endete mit Bonings Satz „Bleiben Sie dran – ich pfeif’ auf Sie!“, in Abwandlung einer Redewendung von RTL-Moderator Olaf Kracht: „Bleiben Sie dran, ich zähl’ auf Sie.“
Boning äußerte in einem Interview, es ginge darum, Leute darzustellen, die „im Grunde einen Knall haben“.

### Samstag-Nacht-News
Nach dem Vorbild der britischen Sendung Not the Nine O'Clock News und Rudis Tagesshow konzipiert, wurde dieser Teil von RTL Samstag Nacht selbst wieder zum Vorbild für nachfolgende Sendungen, zum Beispiel die Freitag Nacht News. Im Original Saturday Night Live hieß der Skit Weekend Update.
Die News wurden von Hans Meiser, der mit leicht schief sitzender Brille und einem angedeuteten verschmitzten Grinsen auf einem Xylophon die Melodie anspielte, angekündigt, und von Esther Schweins und Stefan Jürgens vorgetragen. Auf komödiantische Weise wurden die Nachrichten der Woche parodiert. In den meisten Fällen wurden reale Schlagzeilen aus Politik, Wirtschaft und Gesellschaftsleben aufgegriffen, die dann fiktiv und skurril verändert und mit einer Pointe am Ende versehen wurden. Daneben gab es auch weitere Newsbereiche.
Wigald Bonings Beiträge bestanden aus Meinungsumfragen zu „aktuellen Themen“, bei denen er in einer Außenreportage und mit gewisser Regelmäßigkeit meist ahnungslose Rentner verulkte (Beispiel: „Der Bundeskanzler hat bei gesteigertem Fernsehkonsum vor Deformationen an den Augen gewarnt. Haben Sie so etwas schon mal bei sich beobachtet, Quadrataugen?“).
Eine weitere Rubrik war der „Spocht“ mit Olli Dittrich (siehe weiter unten). Abgerundet wurden die Nachrichten meist vom „Wetter, Wetter, Wetter“ mit Mirco Nontschew. Diese skurrile Form der Wettervorhersage war frei von jeglichem Inhalt und im eigentlichen Sinn nur eine aus Nonsens und Stand-up-Comedy-Elementen bestehende Nummernrevue von Nontschew, die das Thema Wetter beinhaltete. In der letzten Staffel (1997–1998) ersetzte Mark Weigel Jürgens als Anchorman. Dort gab es ein neues Studio und die Rubrik hieß dann „GNN – Gute Nacht News“, als Anspielung auf CNN.

### Karl Ranseier
Karl Ranseier ist eine fiktive Person, die im Rahmen der Samstag-Nacht-News von Stefan Jürgens regelmäßig in einer Trauerrede gewürdigt wurde. Erfunden wurde die Figur von Jacky Dreksler, aus dessen Privatalbum auch das Foto Ranseiers stammt, das immer zu Beginn der Rubrik gezeigt wurde.
Unter der Überschrift „Karl Ranseier ist tot“ bestanden die Geschichten über Karl Ranseier immer aus einem Nachruf über seine Person und sein Werk. Dieser begann stets mit dem Satz: „Karl Ranseier, der wohl erfolgloseste […] aller Zeiten, […]“. Hier wurde oft auf (teilweise bedeutende, manchmal absurde) Erfindungen oder Entdeckungen der Zeitgeschichte hingewiesen, die angeblich von Karl Ranseier stammten, ihm aber von der offiziell als Erfinder geltenden Person gestohlen worden seien, die durch den Diebstahl zu Ruhm und Anerkennung kam.
Ranseiers Geschichten fanden viele Nachahmer und verselbständigten sich. So wurde das Bild Ranseiers auch als Porträt des schon lange vorher existierenden Phantom-Bundestagsabgeordneten Jakob Maria Mierscheid – allerdings mit Brille – verwendet. Als Hommage taucht beim Start des Computerspiels Sacred 2 in der Befehlszeile Karl Ranseier is dead... auf.
In der allerletzten Sendung von RTL Samstag Nacht trat Stefan Jürgens im Rahmen eines Sketches als eben jener Karl Ranseier auf, stellte sich als der erfolgreichste Engel aller Zeiten vor, der schlicht immer, wie man aus seinen Schlussworten folgern kann, als die erfolgloseste Person aller Zeiten in der jeweiligen Kategorie wiedergeboren werde.

### Spocht
Ein Monolog des auf einem Gymnastikball sitzenden Olli Dittrich. Hierbei arbeitete er sehr viel mit Wortspielen, um die betrachtete Sportart wörtlich zu interpretieren. Der Monolog begann immer mit der Einleitung „Mahlzeit, Neues vom Spocht“, gefolgt von der Sportart, die in dem Beitragsteil behandelt wurde. Die finnischen Ausnahme-Wintersportler Hunde Anlainen und Lasse Antreten sowie der lange verschollen geglaubte Fikki Hyäänen waren öfter eine Meldung wert. Nicht zu vergessen „Pucki ist weg“ und „Franzi van Almsick ist einfach zu langsam“. Weiteres Beispiel: „Formel 1... Streit ums Kinderkriegen: Jacques Villeneuve, seine Frau nur acht!“ Des Weiteren gab es noch weitere denkwürdige Sprüche, wie zum Beispiel: „René Weller kehrt zurück in den Boxring. Er hat dort sein Handtäschchen liegen gelassen.“ Oder: „Autospocht. Besondere Ehre für René Weller. Endlich darf er mal vorne sitzen.“ Oder: „Bernhard Langer hat Ärger mit dem Tierschutzbund, er hat einen Eagle geschlagen.“ Im Laufe der Sendung gab es jedes Mal einen Kommentar von... mir, für den sich Dittrich umständlich auf dem Ball umdrehte und meistens runterzufallen drohte.

### Ali Bengali
Ali Bengali ist ein indischer Weiser, gespielt von Olli Dittrich, der orakelt. Während seines Auftritts sitzt er in einem Schlangenkorb und trägt ein Kissen als Turban.
In jeder Ausgabe begrüßt Ali Bengali das Publikum mit „Shiri-Biri liebe Zuschauer!“ und stellt sich nicht nur als Guru und Schlangenbeschwörer vor, sondern auch als Joghurt-Lehrer und Orakel-Whip. Dann verkündet er eine Reihe sich reimender Zweizeiler, die eine mäßig aufschlussreiche Aussage enthalten. Diese liest er aus einer Kaffeemühle, nachdem er kurz an deren Kurbel gedreht hat. Bei seinem letzten Blick in die Mühle folgt immer der Satz „Oh, ein Vierzeiler! Das muss das Schluss-Orakel sein!“ Dieses lautet dann beispielsweise:
Wer Unken in den After schaut,
sieht tote Fliegen, gut verdaut.
Wer trotzdem immer weiter glotzt,
darf sich nicht wundern, wenn er kotzt.

### Die Gebrüder Mente – Ali & Rudi
„Die Gebrüder Mente“ war eine lose Reihe von kurzen Sketchen und gespielten Witzen mit Stefan Jürgens und Mirco Nontschew, meist in Form von nonverbaler und von Gestik geprägter Komik. Eine spezielle Thematik gab es nicht, beide verkörperten auch nicht – wie der Titel vermuten ließe – ein Brüderpaar. Einziges wiederkehrendes Element war ein „Ribbit“-Soundeffekt, der immer wieder in den Sketchen an den verschiedensten Stellen auftauchte. Meist hatte das „Ribbit“ keine konkrete Bedeutung, aber es sollte damit ein Frosch dargestellt werden. In einer Mente-Folge schauen beide dem „Ribbit“ nach, wie es aus einer Solariumkabine hüpft. In einem späteren Fleischer-Sketch bestellt Tanja Schumann „Ribbit“-Schenkel.
Nach einigen Jahren verschwanden die Mente-Sketche. Stattdessen traten Jürgens und Nontschew live vor dem Publikum auf und führten humoristische Dialoge zu einem bestimmten Thema (zum Beispiel Kochen, Schachspiel, Musik). Jürgens fungierte dabei in der Rolle des besonnen Aufgeklärten, welcher Nontschew eine bestimmte Sache zu erläutern versucht. Nontschew spielte stets den naiv Unwissenden, der mit seiner eigenen skurrilen Logik auf Jürgens’ Thesen eingeht und diese dabei auf den Kopf stellt, wodurch er Jürgens meist an den Rand der Verzweiflung bringt. Die Rollen waren dabei entsprechend der klassischen Paarung dummer August und Weißclown, Kermit und Grobi beziehungsweise Herricht & Preil verteilt.

### Andere regelmäßige Sketche
Wigalds Welt (Boning)
Wigald Boning in einer Außenreportage, bei der er von bestimmten Orten, Begebenheiten und Gegenständen berichtet und dabei meist aus dem Stegreif heraus kompletten Blödsinn erzählt (zum Beispiel Paarungsverhalten der Regenschirme, Wigalds Weinprobe etc.).
Olliwood (Dittrich)
Kinorubrik, in der Olli Dittrich kurze Parodien bekannter Filmklassiker präsentiert. Dabei wird der eigentliche Filmtitel entweder wörtlich genommen („Das Schweigen der Lämmer“ – Olli brüllt „Ruhe!“ inmitten einer Schafherde) oder humorvoll abgewandelt („Kampfhund Galactica“ statt Kampfstern Galaktika).
„Pop Lyrik“ (Dittrich)
Als rauchender Kunstkritiker Hajo Schröter-Naumann liest Dittrich meist bekannte Lieder- und Songtexte in schwülstiger und betonender Art eines literarischen Werkes und bewertet diese anschließend.
Märchen-man (Nontschew)
Mirco Nontschew als Pirat verkleidet mit Augenklappe über dem Mund, Plüsch-Papagei auf der Hand und Hakenprothese auf der Schulter steht auf einem übergroßen Papierschiffchen, welches zu mittelalterlicher Musik ins Bild fährt, und erzählt vor einer Südsee- oder Schlosskulisse (meist Schloss Moritzburg) haarsträubenden Unsinn. Running Gag: Er fragt stets „Was sagst du, Frank, den ich 'kleiner sprechender Haken, der auf der Schulter sitzt' nennen darf?“
Die kleine politische Ecke (Nontschew, Boning, Krappweis)
In einer stilisierten Zimmerecke diskutiert das Trio auf engstem Raum mit Nonsens-Dialogen die aktuelle Bundes- und Weltpolitik und nimmt diese auf die Schippe. Nontschew ist der Moderator, während Boning und Krappweis seine beiden Diskussionspartner „Herr Schall“ und „Herr Rauch“ darstellen; die Namen wurden in der ersten Ausgabe als wörtliche Umsetzung von „Namen sind Schall und Rauch“ eingeführt.
Derrick (Jürgens und Krappweis)
Jürgens und Krappweis in Maskerade und Outfit von Stephan Derrick und Assistent Harry Klein aus der ebenfalls Derrick benannten Krimiserie. Als Parodie auf die Serie gedacht, bei der jeder Satz mit dem Vornamen des jeweils anderen beendet und sehr oft der (fiktive) Schlagsatz „Harry, hol schon mal den Wagen“ geprägt wird. In einer Folge waren Horst Tappert und Fritz Wepper (die Schauspieler der Krimiserie) zu Besuch.
Far out – Trends aus USA (Nontschew und Krappweis)
Nontschew und Krappweis als durchgeknallte Trendsetter „Pain“ und „Splatter“, die dem Publikum die neuesten Trendsportarten aus den USA präsentieren („Extreme-…ing“, etwa „Extreme-Reise-nach-Jerusaleming“, „Extreme-vor-den-Zug-Schmeißing“, „Extreme-Birkenstocking“, „Extreme-Pissing“, „Street-Schach“, „Toasting“ oder „Extreme-IKEAing“). Das Ganze endet dann meist mit dem Tod der Moderatoren.
Schreinemakers ihre Schwester live bzw. Schreinemakers ihre Schwester TV (Schumann)
Parodie auf die bekannte TV-Talkshow Schreinemakers Live bzw. Schreinemakers TV. Tanja Schumann in Maskerade und Outfit von Margarethe Schreinemakers, die dabei deren monotone und nicht enden wollende Rhetorik karikiert. In der 95. Folge (4. Staffel) war die echte Margarethe Schreinemakers zu Gast.
Bruder Gottfried und die Singenden Gebetsbeulen Fresenia und Martha (Jürgens, Schumann und Schweins)
Schumann und Schweins als Nonnen, die, musikalisch von Stefan Jürgens als Ordensbruder auf einem Keyboard untermalt, bekannte Lieder mit neuen Texten mit katholischer Thematik singen, welche zumeist aber sexuell angehaucht sind. Später trat dann nur noch Jürgens als entlassener Bruder Gottfried vor Livepublikum auf. In seinen Monologen, die er stets mit „Da gucken se, ne?“ begann, erzählte er mit naiver Infantilität von Begebenheiten in seinen diversen Jobs. Die musste er annehmen, nachdem er aus dem Kloster geworfen wurde. Dabei endet alles meist in Zerstörung und Chaos. Ebenfalls kam Bruder Gottfried bei den, von Jürgens moderierten, „Samstag Nacht News“ (siehe oben) vor, in denen er „Das Wort zum Sonntag“ für eine prominente Person aus der vorherigen Meldung sprach. Jürgens hat dies immer angesagt mit „Dazu ein Wort zum Sonntag von Bruder Gottfried aus den Kloster Sankt Agnacht in Beulen an der Rinn“, gefolgt von einer kirchlich klingenden Orgelmelodie, während dieser Jürgens eine Mönchkopfbedeckung aufsetzte, ein Kruzifix auf das Pult stellte und daraufhin eine Predigt hielt. Diese beendete er immer mit „Wenn dich (Problembeschreibung), dann ruf mich an. Auch nachts.“
Szenen einer Ehe bzw. Senen einer Zehe (Jürgens, Schumann und Dittrich)
Schumann und Jürgens in Sketchen zum Thema Ehe. Nach dem Ende von Kentucky schreit ficken dann umgewandelt in „Senen einer Zehe“ mit der Besetzung Schumann und Dittrich. Gleiche Thematik, allerdings wegen der aus den Kentucky-Sketchen übernommenen Spoonerismen mit zusätzlichen sexuell angehauchten Pointen.
Piep! (Schweins und Schumann – Parodie auf Peep! mit Verona Feldbusch)
Parodie auf die Feldbusch-Talkshow. Schweins als Karikatur von Feldbusch mit hoher Kopfstimme und gespielter Debilität, Schumann als Dolly Buster mit überdimensionalem Dekolleté in Quiz-Einspielern. In einer Folge spielten Schweins und Showgast Feldbusch eine spiegelbildliche Doppelmoderation.
Teleshopping (Nontschew und Schweins)
Parodie auf moderierte Dauerwerbesendungen
Eine schrecklich … Familie (Boning, Dittrich, Schumann und Schweins)
Parodie auf die bekannte Sitcom Eine schrecklich nette Familie. Das Quartett in einer der Serie fast entsprechenden Kulisse, aber wechselnd mit anderem Thema im Titel („… heilige Familie“, „… unsichtbare Familie“)
Hobbythek (Dittrich)
Dittrich parodiert Jean Pütz, dessen Floskeln („Isch hab da mal was vorbereitet!“, „… und darum geh isch jetz mal rüber!“) und die von ihm moderierte Sendung. In einer Folge war der echte Jean Pütz zu Gast.
Wilhelms Woche (Jürgens)
Jürgens als Wilhelm Wilhelmsen in einer Parodie auf Talkmaster Roger Willemsen, wobei dessen von Intellekt und Wissenschaftlichkeit geprägte Rhetorik überspitzt dargestellt wird.
Die Doofen (Boning und Dittrich)
Das für Samstag Nacht reaktivierte Gesangsduo kam mit seinen skurrilen Comedyliedern beim RTL-Publikum so gut an, dass es die Alben Lieder, die die Welt nicht braucht und Melodien für Melonen veröffentlichte. Die Single Mief! (Nimm mich jetzt, auch wenn ich stinke!) belegte im Sommer 1995 Platz eins der deutschen Charts.
EM TI WIEs Greatest Hits (Schweins)
Eine Parodie auf das Format MTV’s Greatest Hits sowie Moderatorin Kristiane Backer, in der Schweins als Kristiane Kacker (nach einer Beschwerde von Backer später in Kristiane Wacker geändert) auftritt. Es folgt dann stets die Verballhornung eines seinerzeit bekannten Acts bzw. Musikvideos (zum Beispiel Mirco Nontschew als Bruce Springsteen in Streets of Philadelphia; das Samstag-Nacht-Ensemble als „Jackson Pfeif“ (Jackson Five); „Stiebel Eltron“ John (Elton John); Nontschew als „Prünz“ (Prince) etc.)
Die Mauer (Boning und Dittrich)
Boning und Dittrich treten vor Livepublikum von beiden Seiten in gespielter Zeitlupe an eine hüfthohe Mauer heran. Nachdem sie nahezu gleichzeitig die Hände darauf gelegt haben, folgt ein sehr schneller Dialog zu einem bestimmten Thema (zum Beispiel eins bis zwölf; alle Sätze fangen mit „das“ an; letztes Wort des vorhergehenden Satzes ist erstes Wort des nächsten Satzes nach dem „das“; …), bei dem wechselseitig ein Satz dem anderen folgt.
Die Ausrastellis
Krappweis und Nontschew führen als fiktive italienische Zirkusartisten Kunststücke vor. Dabei sind es Dinge, wie jonglieren mit leeren Plastikflaschen oder relativ harmlose Dinge, wie „ein Regal aufbauen“. Nach jedem abgeschlossenen Teil stellen sich die beiden mit geöffneten Armen auf, um Applaus zu erhalten. Der Name des Duos ist eine Anspielung auf den italienischen Jongleur Enrico Rastelli. Die Begleitmusik dazu ist Brazil.
Gute Bilder, schlechte Bilder
Boning steht vor einem eingerahmten Bewegtbild, das eine echte Szene aus dem RTL-Programm zeigt, meistens eine Szene aus Gute Zeiten, schlechte Zeiten und analysiert es im künstlerischen Stil.

## RTL Comedy Nacht
Ab dem 15. Oktober 2005 lief eine Neuauflage der Sendung unter dem Namen RTL Comedy Nacht. Zu Gast waren in der ersten Sendung Mario Barth als Stand-up-Comedian sowie Bon Jovi und Heather Nova. Beteiligt waren die Comedians Sina-Valeska Jung, Sven Nagel, Christoph Schechinger, Adriana Zartl, Jürgen Bangert, Rüdiger Brans, Carolin Kebekus, Attik Kargar, Johannes Flöck und Antonia von Romatowski als Angela Merkel.
Produzent von RTL Comedy Nacht war Jacky Dreksler und die Produktionsfirma Pacific Productions. Die zweite Folge konnte einen Gesamtmarktanteil von 6,1 Prozent vorweisen und wurde insgesamt von 970.000 Zuschauern gesehen, etwa einer halben Million weniger Zuschauer als in der Premierenfolge. Die dritte Folge, die am 29. Oktober 2005 ausgestrahlt wurde, sahen 1,41 Millionen Zuschauer bei einem Gesamtmarktanteil von 9,3 Prozent. Bessere Quoten konnte die RTL Comedy Nacht am 19. November 2005 vorweisen: Insgesamt verfolgten 1,5 Millionen Zuschauer die Sendung bei einem Marktanteil von 8,1 Prozent, in der werberelevanten Zielgruppe waren 13,6 Prozent Marktanteil. Aufgrund mäßiger Einschaltquoten und Marktanteilen im einstelligen Bereich strahlte RTL die Sendung zuletzt am 7. Januar 2006 aus.

## Das Wiedersehen
Am 29. Oktober 2022 (dem 53. Geburtstag des 2021 verstorbenen Mirco Nontschew) zeigte RTL die einmalige Show RTL Samstag Nacht – Das Wiedersehen. Die Sendung wurde am 26. August in den TV-Studios in Köln-Mülheim aufgezeichnet. Sie wurde von Hugo Egon Balder moderiert und neben der vollständigen Stammbesetzung mit Ausnahme Nontschews war auch die Studio-Band in Originalbesetzung dabei.

## Preise
1994 gewann die Serie den Bayerischen Fernsehpreis, den Löwen von Radio Luxemburg und den Bambi. Für die Sketchreihe Zwei Stühle – eine Meinung erhielten Wigald Boning und Olli Dittrich 1995 den Adolf-Grimme-Preis.

## VHS / DVDs
- 1994: Das Beste aus RTL Samstag Nacht (Video) ET 1. Oktober 1994
- 1998: RTL Samstag Nacht: Zwei Stühle – eine Meinung BEST OF (Video) ET 26. Oktober 1998
- 1998: RTL Samstag Nacht: Kentucky schreit ficken (Video) ET 26. Oktober 1998
- 2007: RTL Samstag Nacht: Das Beste aus Staffel 1 (DVD) ET 14. Dezember 2007, Turbine Medien
- 2008: RTL Samstag Nacht: Das Beste aus Staffel 2 (DVD) ET 10. März 2008, Turbine Medien
- 2008: RTL Samstag Nacht: Das Beste aus Staffel 3 (DVD) ET 14. Juli 2008, Turbine Medien
- 2009: RTL Samstag Nacht: Kentucky schreit ficken (DVD) ET 5. Juni 2009, Turbine Medien
- 2009: RTL Samstag Nacht: Zwei Stühle – eine Meinung (DVD) ET 3. Juli 2009, Turbine Medien
- 2009: RTL Samstag Nacht: Das Beste aus Staffel 4 (DVD) ET 18. September 2009, Turbine Medien
- 2010: RTL Samstag Nacht: Das Beste aus Staffel 5 (DVD) ET 15. Januar 2010, Turbine Medien
- 2010: RTL Samstag Nacht: Das Beste aus Staffel 1 – 5 (DVD Box-Set), ET 19. November 2010, Turbine Medien
- 2011: RTL Samstag Nacht: Zwei Stühle – eine Meinung Volume 2 (DVD), ET 15. Juli 2011, Turbine Medien
- 2012: RTL Samstag Nacht: Das Beste aus Staffel 1 – 5 (DVD Box-Set), ET 11. Mai 2012, Turbine Medien
- 2015: RTL Samstag Nacht: Das Beste aus allen fünf Staffeln (SD on Blu-ray), ET 4. Dezember 2015, Turbine Medien

## CDs
- 1994: Best of RTL Samstag Nacht, ET 21. September 1994, edel SE
- 1995: Best of RTL Samstag Nacht Volume 2, ET 4. Mai 1995, edel SE
- 1995: RTL Samstag Nacht Keep Clean, ET 26. Oktober 1995, edel SE
- 1997: RTL Samstag Nacht 97, ET 21. April 1997, polystar
- 1998: Das Beste aus RTL Samstag Nacht 98, ET 30. März 1998, Sony Music Entertainment

## Bücher
- Ralf Betz: RTL Samstag Nacht, Lappan Verlag, 1995, ISBN 978-3-89082-569-4
- Jacky Dreksler, Hugo Egon Balder: Kentucky schreit Ficken, Goldmann Verlag, 1998, ISBN 978-3-442-44193-8